# Haplophyllum cappadocicum
Haplophyllum cappadocicum är en vinruteväxtart som beskrevs av Sp.. Haplophyllum cappadocicum ingår i släktet Haplophyllum och familjen vinruteväxter. Inga underarter finns listade i Catalogue of Life.